# Casinaria crassiventris
Casinaria crassiventris är en stekelart som först beskrevs av Cameron 1906.  Casinaria crassiventris ingår i släktet Casinaria och familjen brokparasitsteklar. Inga underarter finns listade.